# Skålrödgömming
Skålrödgömming (Nectria peziza) är en svampart som först beskrevs av Tode, och fick sitt nu gällande namn av Elias Fries 1849. Nectria peziza ingår i släktet Nectria och familjen Nectriaceae.   Inga underarter finns listade i Catalogue of Life.
I den svenska databasen Dyntaxa används istället namnet Hydropisphaera peziza för samma taxon.  Arten är reproducerande i Sverige.

## Källor

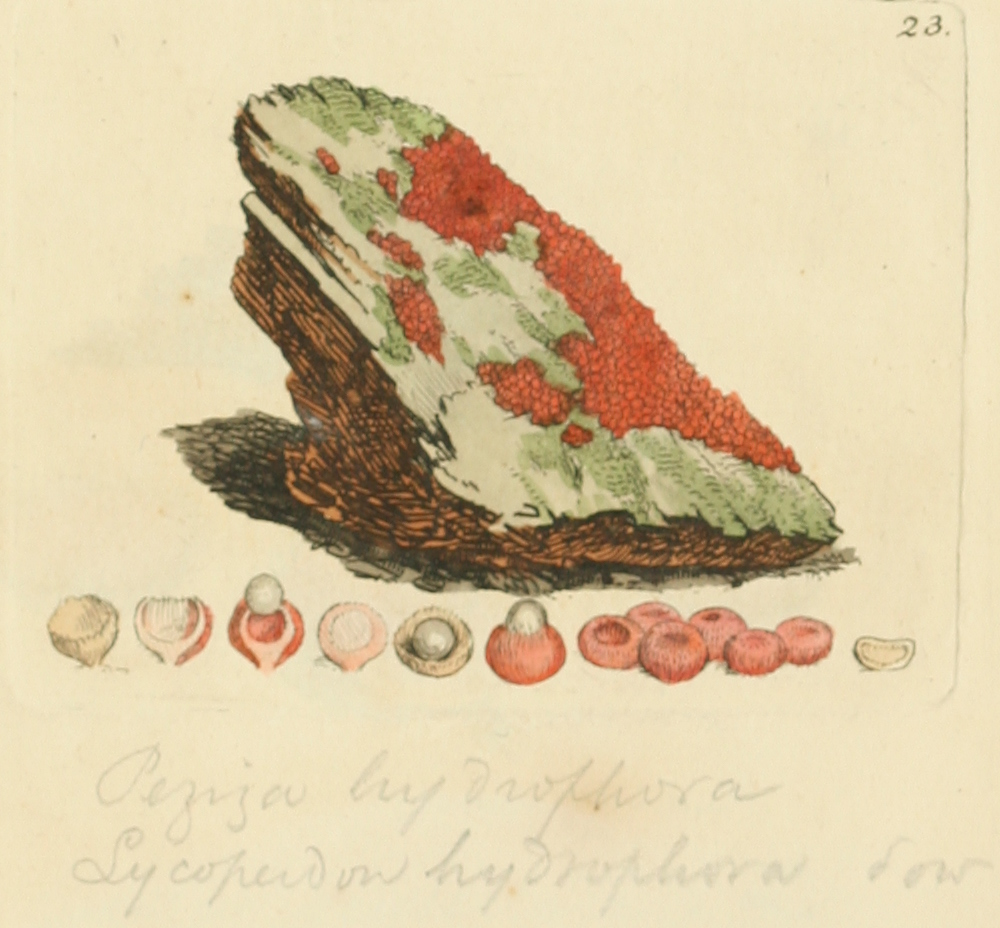